# Rostrum (anatomie)

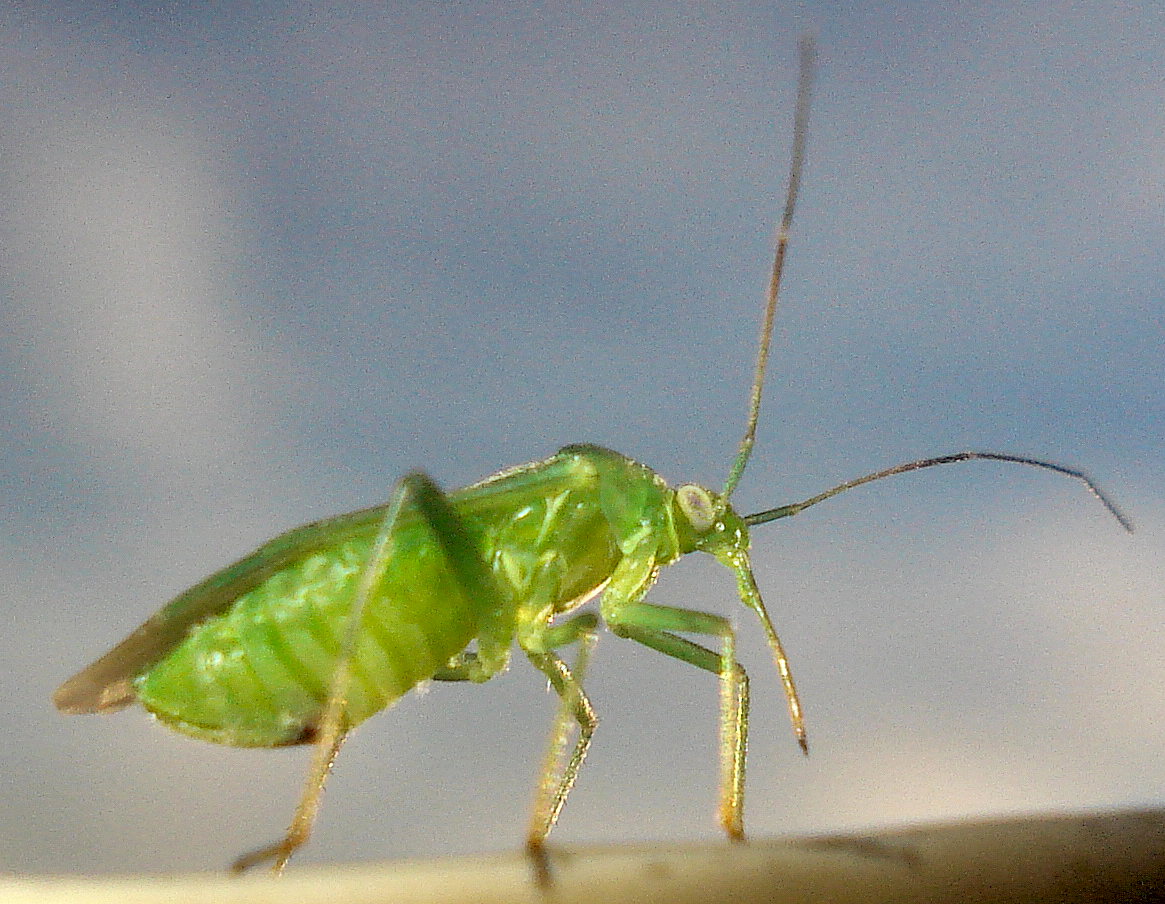
Rostrum van de groene appelwants (Lygocoris pabulinus) goed zichtbaar

De term rostrum (van het Latijn rostrum, wat "bek" betekent) wordt gebruikt voor een aantal snavelachtige structuren in verschillende groepen dieren. Het kan gaan om de snuit van zoogdieren, vissen of andere dieren als geleedpotigen. Niettegenstaande de gelijkenissen zijn vele van de structuren niet fylogenetisch verwant met elkaar.
Bij de insecten wordt met het rostrum de steeksnuit van onder andere de wantsen (onderorde Heteroptera) bedoeld. Het rostrum bestaat uit een enkele buis, die echter gevormd is uit gepaarde monddelen die zich hebben samengevoegd. Het rostrum is te vergelijken met de proboscis van vlinders, maar is onbeweeglijk. 
De puntige snuit van snuitkevers wordt ook vaak rostrum genoemd.
In schaaldieren is het rostrum het puntige, naar voren uitstekende gedeelte van de carapax, tussen de ogen. 
Buikpotigen hebben ook een rostrum of proboscis en de snavelachtige monddelen van sommige inkvissen (Cephalopoda) noemt men ook vaak rostrum.